# グリゴリー・ペトロフスキー
グリゴリー・ペトロフスキー（ロシア語: Петровский Григорий Юрьевич、ラテン翻字：Grigori Yurievich Petrovski、1979年8月16日 - ）は、ロシアペルミ出身の男性フィギュアスケート選手。1999年、2001年冬季ユニバーシアード競技大会3位。パートナーはヴィクトリア・シリアホワ。

## 経歴
ロシアのペルミに生まれ、4歳でスケートをはじめた。1996年にヴィクトリア・シリアホワとペアを結成し、1997-1998年シーズンより創設されたばかりのISUジュニアグランプリ（当時の名称はISUジュニアシリーズ）に参戦を果たした。1999年にはシニアクラスの冬季ユニバーシアード競技大会で3位となった。1999-2000年シーズン、ISUジュニアグランプリのJGPピルエッテンで初優勝を果たし、JGPファイナルへ進出して3位となるなど頭角を現した。
2000-2001年シーズンからはシニアに完全転向し、ISUグランプリシリーズにも出場。2001年冬季ユニバーシアード競技大会では2大会連続の3位となったが、2001-2002年シーズン前に解散を発表。ナショナルチームからも外れ事実上の引退。

## 主な戦績
| 大会/年               | 1997-98 | 1998-99 | 1999-00 | 2000-01 |
| --------------------- | ------- | ------- | ------- | ------- |
| ロシア選手権          | 8       | 9       |         | 5       |
| GPネイションズ杯      |         |         |         | 8       |
| GPNHK杯               |         |         |         | 7       |
| ユニバーシアード      |         | 3       |         | 3       |
| JGPファイナル         |         |         | 3       |         |
| JGPピルエッテン       |         |         | 1       |         |
| JGPスケートスロベニア |         |         | 3       |         |
| JGPSNP                | 6       |         |         |         |
| JGPウクライナ記念     | 3       | 5       |         |         |